# Halid
Halider eller halogenider är ett sammanfattande namn på fluorider, klorider, bromider, jodider och astatider. Halider är mycket vanliga. Gemensamt för haliderna är att de innehåller en halogen.
Haliderna är antingen salter eller kovalent bundna föreningar.
De halider som är salter består av en halogen som utgör en envärt negativ jon (halogenidjon) och en laddad metalljon.
Exempel på halider som är kovalent bundna föreningar är väteklorid (HCl), klormetan (CH3Cl) och uranhexafluorid (UF6).